# アマドーラ
アマドーラ （Amadora [ɐmɐˈðoɾɐ] ( 音声ファイル)）は、ポルトガル、リスボン県の都市。リスボン都市圏を構成する都市のひとつである。11の教区を持つ同名の基礎自治体で、面積は全国最小の基礎自治体となっている。

## 歴史
リスボンに隣接するアマドーラは、数世紀にわたってリスボンの富裕階級の避暑地となってきた。小さな村々の集まった中核は、ポルカリョタ（Porcalhota）と呼ばれていた。1907年、地元住民は国王カルルシュ1世に地名の改名を願い出て、同年10月28日にアマドーラと改められた。1979年9月11日、都市に昇格した。
リスボンとの往復が容易な地下鉄、バス網、鉄道網が整備され現在はリスボンの衛星都市となっており、高層住宅街や工業地区が景観を占めている。一方で、カーボベルデやアンゴラの出身者が多くを占める、大きなアフリカ人コミュニティーを抱える。

## 姉妹都市
- タラファル、カーボベルデ
- ウアンボ、アンゴラ
- ピラシカーバ、ブラジル

## 出身者
- ジョルジェ・ジェズス - 元サッカー選手、サッカー指導者
- ルイ・コスタ - 元サッカー選手
- ヴァスコ・マトス - 元サッカー選手
- ディオゴ・シルヴァ - 元サッカー選手
- ナニ - 元サッカー選手
- ミゲル・タヴァレス - バレーボール選手
- ディアナ・シルヴァ - サッカー選手
- ルベン・ディアス - サッカー選手
- レナト・サンチェス - サッカー選手

## 文化
アマドーラでは、毎年アマドーラ国際漫画フェスティバルが開催されている。